# Pampliega
Pampliega là một đô thị trong tỉnh Burgos, Castile và León, Tây Ban Nha. Theo điều tra dân số 2005 (INE), đô thị này có dân số là 395 người.